# یواکیم تری‌یر
یواکیم تری‌یر (نروژی: Joachim Trier؛ زادهٔ ۱۹۷۴) یک کارگردان نروژی متولد دانمارک است. وی از سال ۲۰۰۶ میلادی تاکنون مشغول فعالیت بوده‌است.
فیلم اسلو، ۳۱ آگوست محصول ۲۰۱۱ میلادیِ وی، برای نخستین‌بار در بخش جایزه برای کارهای نو و نگاهی نوی جشنوارهٔ فیلم کنِ همان سال به نمایش درآمد و برنده نخل دوربین طلای این بخش شد.
تولید فیلم بلندتر از بمب‌ها در سپتامبر سال ۲۰۱۴ و به همراه بازیگرانی همچون جسی آیزنبرگ، گابریل بیرن، ایزابل هوپر، دیوید استراترن و ایمی رایان آغاز شد. این فیلم نخستین اثر انگلیسی زبان وی بود که در بخش رقابت برای کسب نخل طلا در جشنواره فیلم کن ۲۰۱۵ برگزیده شد.
همچنین فیلم بدترین آدم دنیا او، در جشنواره فیلم کن ۲۰۲۱، برنده جایزه بهترین بازیگر زن شد و در نود و چهارمین دوره جوایز اسکار، نامزد دریافت دو جایزهٔ اسکار بهترین فیلم بین‌المللی و اسکار بهترین فیلمنامه غیراقتباسی بود.